# Wi-Fi-5
Wi-Fi-5（ワイファイファイブ）は、講談社主催のミスiD2016及び2017ファイナリストから選ばれたメンバーからなる音楽ユニット。

## 概要
ミスiD2016個人賞のさぃもん、同2017特別賞の紗英、同2017ファイナリストの白鳥来夢、同じくファイナリストの高野渚、ミスiD2017のトミコ・クレアの5名で結成された音楽パフォーマンスユニット。
2017年9月に講談社・小林司によって結成され、デビュー曲「始まりのカレッジ」はアニメ『妖怪アパートの幽雅な日常』第二期OPテーマとなった。
グループ名は「すべての人を分けへだてなく繋ぐWi-Fiのように」との思いが込められている。その由来通り日本、中国、アメリカと国際色豊かなメンバーとなっており、日本人メンバーも地方在住者で年齢もバラバラとなっている（日本一交通費のかかるアイドルと自称）。
小林いわく、全体的に一人でも大丈夫で、群れない子が集まったグループ。
メンバーのトミコは2017年現在日本語が話せないため、インタビューでは紗英が通訳をしている。
12月5日発売「マイクロコスモス」が映画『がっこうぐらし!』EDテーマおよびアニメ『スペースバグ』エンディング主題歌となる。

## 略歴
2017年9月27日、公式サイトオープン。
11月8日にアニメ『妖怪アパートの幽雅な日常』の第2期OPテーマ「始まりのカレッジ」にてデビュー。 
この年のカウントダウンは中国・広州でライブを行った。
2018年6月6日、2ndシングル「にゃーお！」発売。TVアニメ『こねこのチー「ポンポンらー大旅行」』エンディング主題歌に採用。
6月9日、10日にはタイ・バンコクにて開催の『ASIA COMIC CON2018』に出演。。
7月5日〜8日にはフランス・パリにて開催の『JAPAN EXPO』に出演。
2018年6月19日に「TOKYO IDOL FESTIVAL 2018」出演が決定したが、7月17日には5人そろっての出演が困難になったことを理由に出演を辞退した。
2018年9月、メンバーの紗英が体調不良を理由にグループを脱退。
2019年7月22日、同年8月31日をもって活動休止することを発表。

## メンバー
高野渚（2002年4月15日（22歳） - ）
- 大阪府出身。2歳から広告モデル活動。3歳からクラシックバレエを習う[11]。元Chu→Bohモデル。個人としてはスタジアムプロモーションに所属していた。
- 活動休止後は2019年11月に吉本興業主催「2019年美笑女グランプリ」で初代グランプリを受賞。女優、グラビアアイドルとして活動再開。受賞後は吉本興業所属[12]。
- 在籍時は身長165cm。B75 W55 H78[13]。2020年時点ではB80 W57 H78[12]。

トミコ・クレア（2000年9月8日（24歳） - ）
- アメリカ・サンフランシスコ出身。7歳から米国のミュージカルに出演する日系アメリカ人5世。
- 身長153cm。B76 W60 H80[14]。
- 女優業はアルテメイトに所属し、佐野勇斗主演の映画小さな恋のうた（2019年5月24日、東映）にメインキャストとして出演し、眞栄田郷敦の恋人役を演じた。
- 活動休止後はフリー・ウエイブ所属。

さぃもん（????年3月1日 - ）
- 中国・湖南省出身。2013年来日。3か国語（日本語、英語、中国語）が話せる。日本の映画、アニメ、アイドルなどサブカル好き。元クロユリ from 夏の魔物（サイモン・リー名義）。
- 身長158cm[15]。

白鳥来夢（2004年12月24日（20歳） - ）
- 愛知県出身。小学生時代から芸能活動を行う。個人としてはバンビーナ所属。
- 身長158cm[16]

### 元メンバー
紗英（1996年9月16日（28歳） - ）
- 長野県出身。大学では英文学科在学中。留学経験があり、英語が堪能。女優としてはアーブルに所属し、ドラマ・映画に出演。2018年9月に脱退。
- 身長156cm[17]。

## ディスコグラフィ
レーベルはすべてアルテメイト。

### 始まりのカレッジ(2017年11月8日)
1. 始まりのカレッジ
2. lovely shooting star
3. 始まりのカレッジ(TV Version)
4. 始まりのカレッジ (-Instrumental-)
5. lovely shooting star (-Instrumental-)

### にゃーお！(2018年6月6日)
Type-A
1. にゃーお！
2. Let's chu go
3. にゃーお！（TV Version）
4. にゃーお！（-Instrumental-）
5. Let's chu go（-Instrumental-）

Type-B
1. にゃーお！
2. サヨナラマタイツカ
3. にゃーお！（TV Version）
4. にゃーお！（-Instrumental-）
5. サヨナラマタイツカ（-Instrumental-）

### マイクロコスモス（2018年12月5日）
1. マイクロコスモス
2. マイクロコスモス -English Ver-
3. Wi-Fi ゴーラウンド
4. マイクロコスモス -Instrumental-
5. Wi-Fi ゴーラウンド -Instrumental-

## 出演

### テレビ番組
- アニゲー☆イレブン！（2017年10月26日、BS11）
- アイドルヒッツ（2017年11月8日、スペースシャワーTV プラス）
- ゆうがたGet！（2018年3月27日、テレビ信州） - さぃもん、紗英

### テレビドラマ
- 土曜ドラマ「先に生まれただけの僕」（2017年10月14日 - 12月16日、日本テレビ） - 笹森エリカ 役（紗英）
- 異世界居酒屋「のぶ」（2020年5月16日 - 、WOWOWプライム） - 町娘 役（高野）

### ネット配信
- キャラペディック★ナイト（2017年10月26日、ニコニコ生放送）
- 推しすぎ！アイドルちゃんねる。（2018年2月4日、Abeam FRESH!） - 紗英、さぃもん、白鳥、トミコ

### 映画
- 咲-Saki-阿知賀編 episode of side-A（2018年1月） - 安福莉子 役（紗英）
- 小さな恋のうた（2019年5月24日） - リサ 役（トミコクレア）[18]